# Comuna Bjergsted
Bjergsted (Bjergsted Kommune) a fost o comună din comitatul Vestsjællands Amt, Danemarca, care a existat între anii 1970-2006. Comuna avea o suprafață totală de 138,62 km² și o populație de 7.976 de locuitori (în 2004), iar din 2007 teritoriul său face parte din comuna Kalundborg.
1. ↑  Danske borgmestre 1970-2018 (PDF)